# 勝呂恭佑
勝呂 恭佑（かつろ きょうすけ）は、NHKのアナウンサー。

## 人物
神奈川県横浜市出身。慶應義塾高等学校を経て、慶應義塾大学経済学部卒業後、2009年入局。

## 嗜好・挿話
- 好きな食べ物はサラダ。
- 趣味は体を動かす事・スポーツ観戦・映画鑑賞。
- 特技はラグビーで、大学時代はラグビー部に所属していた[2]。

## 現在の担当番組
- NHKニュースおはよう日本（平日5時台キャスター、6時台 - 7時台ニュースリーダー：2024年4月1日 - ）
  - 2024年度は小野文明・打越裕樹との1週間ごとのローテーション
  - 2025年度は廣瀬雄大・矢崎智之との1週間ごとのローテーション
  - 井上二郎の代理キャスター（2025年3月23日、6月28日 - 29日）
- ニュース・気象情報（午前9時）（2024年4月1日 - ）
- 明日をまもるナビ（ナレーション：2024年4月 - ）
- ニュース・気象情報（平日14時台 - 16時台・不定期）
- ニュース645（日曜不定期）

## 過去の出演番組
福井放送局時代（2009年度 - 2012年度）
- 土曜スタジオパーク（2009年5月23日） - 新人お披露目
- 着信御礼!ケータイ大喜利（レポーター）[3]
- ここはふるさと 旅するラジオ（ラジオ第1、2010年6月21日 - 6月23日ふるさとサポーターとして出演）
- 福井県のニュース・中継・リポート

高知放送局時代（2013年度 - 2016年度）
- 高知県のニュース・中継・リポート
- ニュースウオッチ9（スポーツキャスター）（2016年8月8日 - 8月12日）リオデジャネイロオリンピック以外のスポーツ
- こうちいちばん（リポーター・不定期出演）
- ひるブラ（リポーター）

仙台放送局時代（2017年度 - 2020年度）
- ろうを生きる 難聴を生きる メダリストが語る  デフリンピック・2017サムスン大会（インタビュアー・2017年9月2日）
- ウィークエンド東北（キャスター）（2018年4月 - 2020年3月28日）
- 宮城県・東北地方のニュース・中継・リポート
- マイあさラジオ東北
- てれまさむね（ニュースリーダー、キャスター代行）

岡山放送局時代（2021年度 - 2023年度）
- 岡山県のニュース・中継・リポート
- もぎたて!（キャスター・2021年3月29日 - 2024年3月22日）
- NHKジャーナル（打越裕樹の夏季休暇の代理キャスター・2022年8月22日 - 26日）
- あさイチ「愛でたいnippon でえれぇおもれえ!知らない岡山」（リポーター・2023年7月20日）
- NHKニュースおはよう日本（5時台代理キャスター・2023年8月7日 - 2023年8月10日）
  - NHKニュース（台風接近に伴う未明の緊急対応[4]、午前9時の全国ニュース・2023年8月7日 - 2023年8月10日）
- ラグビーワールドカップ2023（総合・BS4K・NHKプラス）
  - 準々決勝「イングランド」対「フィジー」（2023年10月16日） - スタジオ副音声進行（解説：五郎丸歩、山村亮、田中史朗）

東京アナウンス室時代（2024年度 - ）
- マイあさ!（関根太朗の代理キャスター・2025年3月17日 - 19日）

## 同期のNHKアナウンサー
- 池田伸子
- 伊藤海彦
- 牛田茉友（退職）
- 角谷直也
- 合原明子
- 酒匂飛翔
- 佐々木彩
- 佐藤誠太
- 鈴木遥
- 八田知大
- 廣瀬雄大
- 深川仁志
- 深澤健太